# Talos (Forgotten Realms)
Talos (TAH-los è la pronuncia in inglese) è una divinità immaginaria appartenente all'ambientazione Forgotten Realms per il gioco di ruolo fantasy Dungeons & Dragons. È una divinità maggiore del pantheon faerûniano.
Il suo simbolo è costituito da tre fulmini di colore diverso che si irradiano verso l'alto partendo dallo stesso punto. Sugli stendardi è però possibile vedere, su sfondo rosso sangue, un fulmine bianco con due linee orizzontali a fianco.
Nel Calimshan è conosciuto come "Bhaelros", nell'Anauroch (fra le tribù nomadi umane) come "Kozah" e nel Sottosuolo come "Malyk".
In D&D Terza Edizione i suoi domini sono: Caos, Distruzione, Fuoco, Male, Tempesta.
In AD&D Seconda Edizione le sue sfere maggiori sono: Animale, Astrale, Caos, Clima, Combattimento, Elementale, Evocazione, Guarigione, Guerra, Necromanzia, Sole; le sfere minori sono: Creazione, Divinazione, Protezione, Tempo.
Nella cosmologia AD&D il suo piano di esistenza è Pandemonium.
È probabilmente ispirato alla figura omonima della mitologia greca, Talos.

## Caratteristiche
Talos è stato generato quando, ai primordi della creazione di Toril, Selûne e Shar, create da Ao, hanno combattuto per la prima volta. Rappresenta su Faerûn la forza distruttiva delle tempeste e dei terremoti; come tale agisce spinto dalla rabbia, dalla vendetta e dalla voglia di dimostrare la sua potenza ai mortali e alle altre divinità, poiché si ritiene superiore anche a queste ultime. Tutto ciò che causa distruzione lo rende soddisfatto; prova piacere nel causare problemi a chi è più debole e non lo può contrastare. Viene invocato quasi esclusivamente per chiedere la sua pietà, e non per incoraggiare i suoi interventi. È la paura, più che la devozione, che anima lo spirito di chi lo prega. I suoi seguaci invece pregano per invocare la sua forza distruttiva, ed esultano nel vederne i risultati, sperando di assistere a molte altre repliche. Per questa loro natura malvagia gli adoratori di Talos vengono mal visti dalla gente comune, e di conseguenza sono costretti a viaggiare spesso. In molti regni, la venerazione di Talos è proibita.
Fra i suoi servitori ci sono le divinità Malar, Auril e Umberlee, e insieme sono noti come gli "Dei della Furia". 

### Manifestazioni
Appare raramente come un giovane umano dalla lunga barba, muscoloso e dalla pelle bronzea. Porta una benda nera che gli copre un occhio; le leggende dicono che nell'orbita vuota ci siano stelle roteanti. Indossa una mezza armatura sopra a una corazza di cuoio nero e porta un paio di guanti neri; è senza elmo. Più spesso si manifesta sotto forma di una fortissima risata distorta portata da un forte vento, accompagnata da due enormi occhi contornati da vortici d'aria (la vista di questa manifestazione in mare significa la sicura perdita della nave), oppure come due piccole nuvole nere in cui saettano lampi. Nel Calimshan si manifesta come un genio dalla pelle scura che sorge da una tempesta di sabbia.

## Essere Chierico di Talos
I chierici di Talos devono credere che il dio sia la forza della natura pronta a distruggere in qualsiasi momento; per questo devono vivere la loro vita nel caos e nell'improvvisazione, aspettandosi brutti eventi imprevedibili. Devono sfruttare qualsiasi momento sia loro favorevole, poiché non si sa quando la situazione potrebbe cambiare. Possono procedere con sicurezza durante tempeste e terremoti, poiché il loro dio li protegge. Devono diffondere fra la gente la paura della potenza di Talos, poiché solo il dio è in grado di controllare la furia della natura, cercando di convincere le persone a pregare costantemente per evitare la sua sicura collera. Per questo devono mostrare loro la distruzione che possono causare pregando, facendo quindi vedere che chi prega gode di una protezione divina. Talos comunque non sembra contrariarsi se si utilizzano altri metodi per trovare nuovi fedeli, né sembra interessarsi ai seguaci che, per eccesso di desiderio, compiono atti criminali o violenti.
Il chierico deve portare vistose armature complete e armi di taglia grande per incutere timore, oppure non portare alcuna protezione per dimostrare di non avere paura nel perseguire la distruzione. Gli abiti normali consistono in tuniche nere punteggiate di linee incrociate d'oro o d'argento chiamate Corone del Destino funesto. Può essere portata una benda nera (anche se gli occhi sono sani). 
Durante le festività principali i chierici devono evocare tempeste e fulmini; la Chiamata del Tuono è il più importante dei rituali che consiste nel colpire una creatura intelligente con un fulmine. Il rituale della Furia implica distruggere e uccidere invocando ripetutamente il nome di Talos.
I numerosi templi di Talos, essendo malvoluti, sono di solito ben nascosti oppure fortificati per resistere alle improvvise rivolte della popolazione locale. Quello più importante è il Golfo delle Tempeste, che si trova nell'Amn, vicina Eshpurta.